# 蜂須賀斉昌
蜂須賀 斉昌（はちすか なりまさ）は、阿波国徳島藩12代藩主。

## 経歴
寛政7年7月10日（1795年8月24日）、蜂須賀治昭の次男として生まれる。兄弟たち同様に父より偏諱を受け、諱を初め昭昌（あきまさ）と名乗る。
文化6年（1809年）、第11代将軍徳川家斉から松平の名字を授与されるとともに、その偏諱を授かり斉昌に改名する。
文化10年（1813年）9月、父・治昭の隠居にともない跡を継ぐ。この頃になると徳島藩でも財政が悪化していたため、藩政改革が必要となっていた。しかも幕府から甲斐国の河川の築堤などを命じられ、新たに4万5000両も拠出するなど、領民に多大な負担をかけた。
子に恵まれなかったため、文政10年（1827年）閏6月3日に家斉の二十二男・斉裕を養嗣子に迎えた。やがてこの斉裕が将軍の実子ということで天保6年（1835年）12月に斉昌と同じ従四位上に叙せられると、養父としての立場がないと訴えて、天保10年（1839年）12月には異例の正四位上叙任が認められるが、その際に老中水野忠邦に対して礼銭名目に4000両もの賄賂を贈ったという噂が庶民にまで広まった（『藤岡屋日記』）。
このため、斉昌は財政再建のために徳島藩の特産品とも言えた煙草の専売に乗り出した。さらに、「煙草御口銀」という新たな税を課した。このため、領民は天保12年12月4日（1842年1月15日）、600人近くが伊予国今治藩に逃散し、その翌年には一揆（山城谷一揆）も起こった。このとき、徳島藩は一揆の首謀者を処罰できなかったと言われており、領民の怒りが凄まじかったことがうかがえる。
天保14年（1843年）、家督を斉裕に譲り、その後の安政6年（1859年）9月13日、65歳で死去した。法号は峻陵院殿。墓所は徳島県徳島市の万年山。

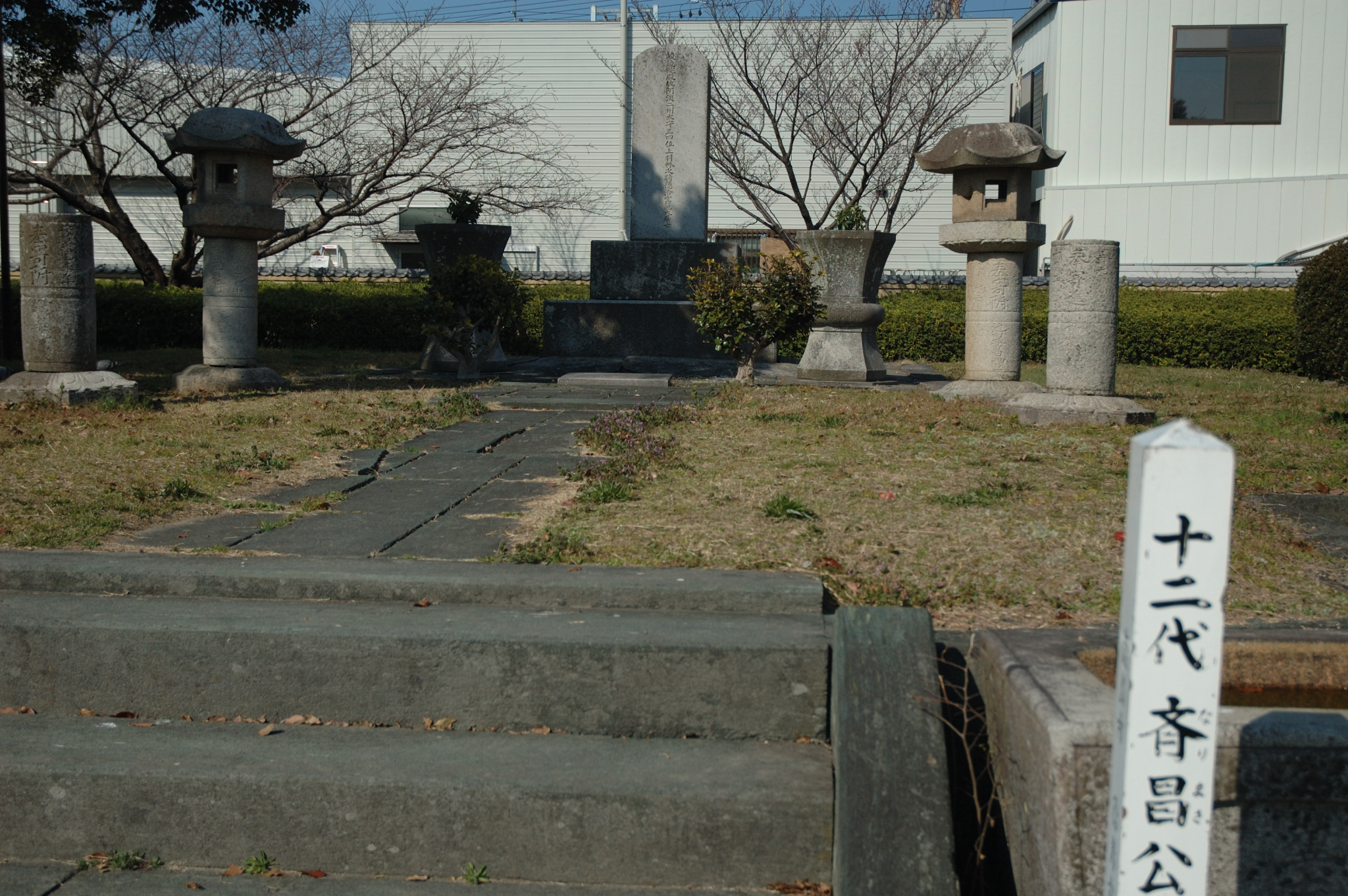
興源寺の墓所（徳島県徳島市下助任町）
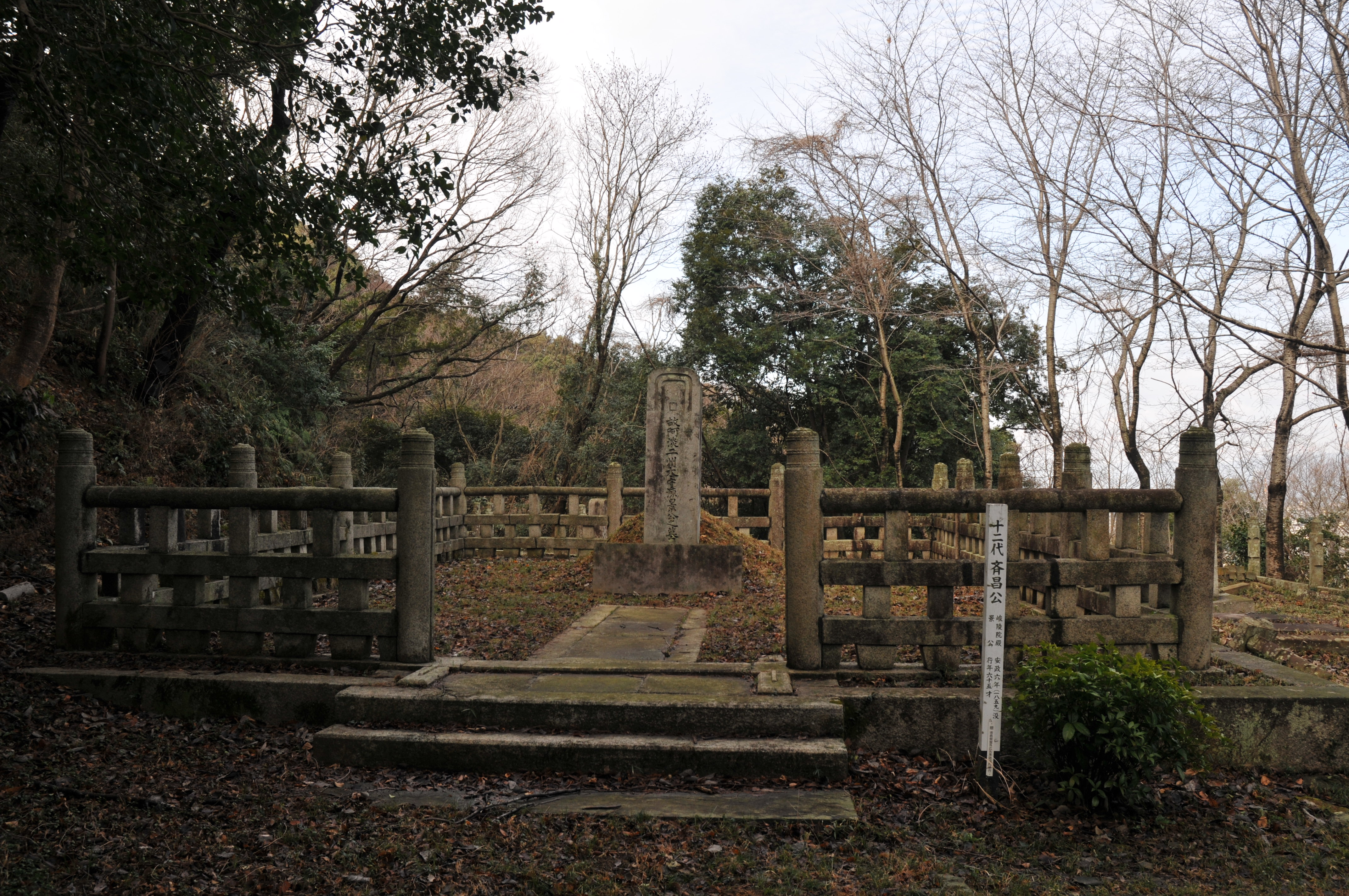
万年山墓所の墓所（徳島県徳島市眉山町）

## 系譜
- 父：蜂須賀治昭（1758-1814）
- 母：辻備
- 正室：穠姫（1792-1820） - 文姫、井伊直中の長女
- 継室：鷹司并子（1799-1837） - 善性院、鷹司政煕の娘
  - 養子：蜂須賀斉裕（1821-1868） - 徳川家斉の二十二男
  - 養女：蜂須賀量子（1832-1907） - 伊勢津藩主藤堂高潔正室、実父は蜂須賀昭順（蜂須賀治昭の三男）で、量子は斉昌の姪にあたる
- 側室：三宅巻
- 側室：廣田里

## 偏諱を与えた人物
- 池田昌豊（第8代藩主蜂須賀宗鎮の（男系）曾孫）